# Lega Nazionale A 1982-1983
L'edizione 1982-1983 della Lega Nazionale A vide la vittoria finale del Grasshoppers. Capocannoniere del torneo fu Jean-Paul Brigger (Servette), con 23 reti.

## Stagione

### Novità
Dalla Lega Nazionale A 1981-1982 sono stati retrocessi in Lega Nazionale B il Nordstern e il Chiasso, mentre dalla Lega Nazionale B 1981-1982 sono stati promossi il Winterthur e il Wettingen.

## Squadre partecipanti
| Club            | Città      | Stagione 1981-1982   |
| --------------- | ---------- | -------------------- |
| Aarau           | Aarau      | 7º posto in LNA      |
| Basilea         | Basilea    | 8º posto in LNA      |
| Bellinzona      | Bellinzona | 12º posto in LNA     |
| Bulle           | Bulle      | 14º posto in LNA     |
| Grasshoppers    | Zurigo     | Campione di Svizzera |
| Losanna         | Losanna    | 13º posto in LNA     |
| Lucerna         | Lucerna    | 9º posto in LNA      |
| Neuchâtel Xamax | Neuchâtel  | 4º posto in LNA      |
| San Gallo       | San Gallo  | 10º posto in LNA     |
| Servette        | Ginevra    | 2º posto in LNA      |
| Sion            | Sion       | 6º posto in LNA      |
| Vevey           | Vevey      | 11º posto in LNA     |
| Wettingen       | Wettingen  | 2º posto in LNB      |
| Winterthur      | Winterthur | 1º posto in LNB      |
| Young Boys      | Berna      | 5º posto in LNA      |
| Zurigo          | Zurigo     | 3º posto in LNA      |

## Classifica finale
|  | Pos. | Squadra         | Pt | G  | V  | N  | P  | GF | GS | DR  |
|  | ---- | --------------- | -- | -- | -- | -- | -- | -- | -- | --- |
|  | 1.   | Grasshoppers    | 49 | 30 | 24 | 1  | 5  | 86 | 29 | +57 |
|  | 2.   | Servette        | 48 | 30 | 22 | 4  | 4  | 65 | 24 | +41 |
|  | 3.   | San Gallo       | 40 | 30 | 17 | 6  | 7  | 61 | 31 | +30 |
|  | 4.   | Zurigo          | 38 | 30 | 17 | 4  | 9  | 55 | 39 | +16 |
|  | 5.   | Losanna         | 37 | 30 | 15 | 7  | 8  | 51 | 28 | +23 |
|  | 6.   | Neuchâtel Xamax | 37 | 30 | 15 | 7  | 8  | 61 | 40 | +21 |
|  | 7.   | Sion            | 35 | 30 | 12 | 11 | 7  | 51 | 36 | +15 |
|  | 8.   | Lucerna         | 31 | 30 | 14 | 3  | 13 | 57 | 56 | +1  |
|  | 9.   | Young Boys      | 30 | 30 | 11 | 8  | 11 | 35 | 42 | -7  |
|  | 10.  | Wettingen       | 25 | 30 | 8  | 9  | 13 | 40 | 47 | -7  |
|  | 11.  | Basilea         | 25 | 30 | 10 | 5  | 15 | 47 | 56 | -9  |
|  | 12.  | Vevey           | 22 | 30 | 9  | 4  | 17 | 42 | 61 | -19 |
|  | 13.  | Bellinzona      | 21 | 30 | 8  | 5  | 17 | 36 | 74 | -38 |
|  | 14.  | Aarau           | 20 | 30 | 8  | 4  | 18 | 32 | 52 | -20 |
|  | 15.  | Bulle           | 12 | 30 | 4  | 4  | 22 | 27 | 87 | -60 |
|  | 16.  | Winterthur      | 10 | 30 | 2  | 6  | 22 | 30 | 74 | -44 |

Legenda:

      Campione di Svizzera e qualificata in Coppa dei Campioni 1983-1984
      Qualificata in Coppa delle Coppe 1983-1984
      Qualificate in Coppa UEFA 1983-1984
      Retrocesse in Lega Nazionale B 1983-1984.
Note:

Due punti a vittoria, uno a pareggio, zero a sconfitta.

## Statistiche

### Classifica marcatori
| Gol |  |  | Giocatore          | Squadra         |
| --- |  |  | ------------------ | --------------- |
| 23  |  |  | Jean-Paul Brigger  | Servette        |
| 18  |  |  | Georges Bregy      | Sion            |
| 16  |  |  | Peter Risi         | Lucerna         |
| 15  |  |  | Markus Schneider   | Wettingen       |
| 14  |  |  | Manfred Braschler  | San Gallo       |
| 14  |  |  | Claudio Sulser     | Grasshoppers    |
| 12  |  |  | André Egli         | Grasshoppers    |
| 12  |  |  | Lucien Favre       | Servette        |
| 12  |  |  | Joachim Siwek      | Vevey           |
| 11  |  |  | Martin Gisinger    | San Gallo       |
| 11  |  |  | Don Givens         | Neuchâtel Xamax |
| 11  |  |  | Alfred Herberth    | Aarau           |
| 11  |  |  | Ottmar Hitzfeld    | Lucerna         |
| 11  |  |  | Winfried Kurz      | Bellinzona      |
| 11  |  |  | Walter Pellegrini  | Losanna         |
| 11  |  |  | Raimondo Ponte     | Grasshoppers    |
| 10  |  |  | Jurica Jerković    | Zurigo          |
| 10  |  |  | Robert Lüthi       | Neuchâtel Xamax |
| 10  |  |  | Christophe Saunier | Bulle           |
| 10  |  |  | Pascal Zaugg       | Neuchâtel Xamax |

## Verdetti finali
- Grasshoppers campione di Svizzera 1982-1983 e qualificata alla Coppa dei Campioni 1983-1984.
- Servette finalista della Coppa Svizzera 1982-1983 e qualificata alla Coppa delle Coppe 1983-1984.
- San Gallo e Zurigo qualificate alla Coppa UEFA 1983-1984.
- Bulle e Winterthur retrocesse in Lega Nazionale B.